# Rejon kamsko-ustiński
Rejon kamsko-ustiński (ros. Камско-Устьинский райо́н, tatar. Кама Тамагы районы) – rejon w należącej do Rosji autonomicznej republice Tatarstanu. 
Rejon leży w zachodniej części kraju; jego ośrodkiem administracyjnym jest miejscowość Kamskoje Ustje. Rejon ma powierzchnię 1198,8 km²; zamieszkuje go 14 460 osób (wg danych na rok 2021). 